# Ван Круйс, Мартен
Мартен ван Круйс (нидерл. Maarten van't Kruijs, 18 февраля 1813, Эйтхорн — 30 марта 1885, Амстердам) — голландский шахматист.
Победитель первого турнира голландских шахматистов (соревнование было организовано амстердамским клубом «Филидор», членом которого являлся ван Круйс).
Неофициальный чемпион Нидерландов 1878 г.
А. Андерсен, сыгравший в 1861 г. серию показательных партий с ван Круйсом, с похвалой отозвался о его игре и причислил ван Круйса к числу сильнейших шахматистов того времени.

## Вклад в теорию дебютов
Именем ван Круйса назван способ разыгрывания дебюта с первым ходом 1. е3.

## Спортивные результаты
| Год  | Город     | Соревнование                                  | + | − | = | Результат | Место |
| ---- | --------- | --------------------------------------------- | - | - | - | --------- | ----- |
| 1851 | Амстердам | Турнир голландских шахматистов                |   |   |   |           | 1     |
| 1861 | Амстердам | Серия партий с А. Андерсеном                  | 1 | 3 | 2 | 2 из 6    |       |
| 1878 | Амстердам | 6-й турнир Нидерландской шахматной ассоциации |   |   |   |           | 1     |